# Bank of China Tower (Shanghái)

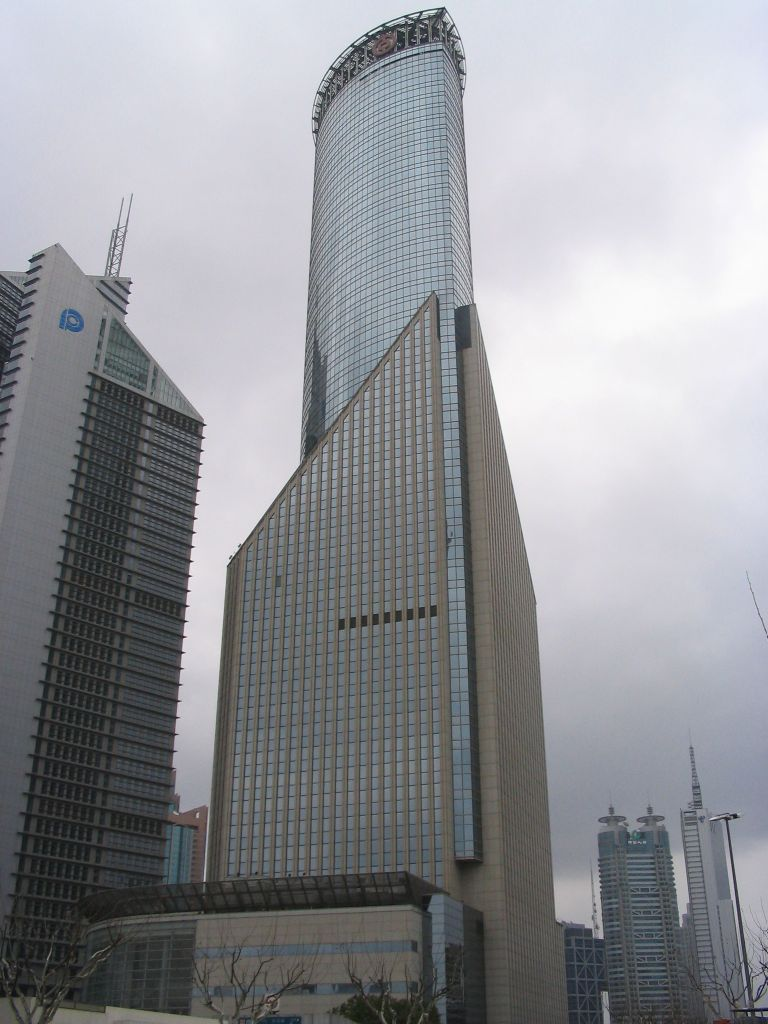
torre corporativa del Banco de China en Shanghái.

Torre Banco de China (Shanghái) (en chino tradicional, 上海中銀大廈; en chino simplificado, 上海中银大厦; pinyin, Shànghǎi Zhōngyín Dàshà) completado en  agosto del 2000. Es una torre de 53 plantas y una altura máxima de 258m en el distrito de Pudong en Shanghái, China. Fue construido para el Banco de China por la firma arquitectónica japonesa Nikken Sekkei.